# Mamo Wolde
Mamo Wolde (amhariska: ማሞ ወልዴ), eller Demisse Wolde, född den 12 juni 1932 i Diri Jille, död den 26 maj 2002, var en etiopisk långdistanslöpare. Hans främsta prestation var OS-guld i maratonloppet i Mexico City 1968.
Wolde deltog redan i OS 1956 där han inte hade någon framgång på de kortare distanser som han då ställde upp på. Wolde återkom i OS-sammanhang 1964 i Tokyo då han blev fyra på 10 000 meter. Hans bästa säsong blev 1968 då han förutom maratonguldet i OS även tog silver på 10 000 meter. Vid 40 års ålder tog han sin tredje OS-medalj vid OS i München 1972 då han kom trea på maraton.
Efter sin idrottskarriär hamnade Wolde i politiska svårigheter som anhängare till diktatorn Mengistu Haile Mariam. Han satt häktad i nio år (1993-2002) och dömdes kort före sin död till sex års fängelse för sin delaktighet i Mengistus envälde, den s.k. "röda terrorn". Wolde frigavs dock omedelbart efter domen fallit p.g.a. att han suttit häktad så länge. Han avled endast några månader därefter i levercancer. Wolde var gift två gånger och hade tre barn; sonen Samuel i första giftet och Addis Alem och Tabor i det andra giftet.